# Péreille
Péreille (Perelha en occitan languedocien) est une commune française située dans l'est du département de l'Ariège, en région Occitanie. Sur le plan historique et culturel, la commune fait partie du pays d'Olmes, haut lieu de la tragédie cathare alliant des paysages d'une extrême diversité.
Exposée à un climat de montagne, elle est drainée par le Douctouyre et par divers autres petits cours d'eau. La commune possède un patrimoine naturel remarquable :  un espace protégé (les « gorges de Péreille ») et deux zones naturelles d'intérêt écologique, faunistique et floristique.
Péreille est une commune urbaine qui compte 186 habitants en 2022, après avoir connu une forte hausse de la population depuis 1975. Elle appartient à l'unité urbaine de Lavelanet et fait partie de l'aire d'attraction de Lavelanet. Ses habitants sont appelés les Pereilleois ou Pereilleoises.
Le patrimoine architectural de la commune comprend un immeuble protégé au titre des monuments historiques : l'église Saint-Vincent, inscrite en 1995.

## Géographie

### Localisation
La commune de Péreille se trouve dans le département de l'Ariège, en région Occitanie.
Elle se situe à 16 km à vol d'oiseau de Foix, préfecture du département, à 25 km de Pamiers, sous-préfecture, et à 4 km de Lavelanet, bureau centralisateur du canton du Pays d'Olmes dont dépend la commune depuis 2015 pour les élections départementales.
La commune fait en outre partie du bassin de vie de Lavelanet.
Les communes les plus proches sont : 
Raissac (1,0 km), Ilhat (2,5 km), Roquefixade (3,7 km), Villeneuve-d'Olmes (3,8 km), Lavelanet (3,9 km), Sautel (4,3 km), Nalzen (4,3 km), Roquefort-les-Cascades (4,5 km).
Sur le plan historique et culturel, Péreille fait partie du pays d'Olmes, haut lieu de la tragédie cathare alliant des paysages d'une extrême diversité.
Les communes limitrophes sont  Ilhat, Lavelanet, Raissac, Roquefixade et Villeneuve-d'Olmes.
| Ilhat       | Raissac            |           |
| Roquefixade | Péreille           | Lavelanet |
|             | Villeneuve-d'Olmes |           |

### Géologie et relief
La commune est située dans les Pyrénées, une chaîne montagneuse jeune, érigée durant l'ère tertiaire (il y a 40 millions d'années environ), en même temps que les Alpes. Elle est marquée par le front du chevauchement frontal nord-pyrénéen qui la traverse d'est en ouest, séparant la Zone nord-pyrénéenne (ZNP) au sud de la Zone sous-pyrénéenne (ZSP) au nord, qui constitue la frange sud du Bassin aquitain. Les terrains affleurants sur le territoire communal sont constitués de roches sédimentaires datant du Cénozoïque, l'ère géologique la plus récente sur l'échelle des temps géologiques, débutant il y a 66 millions d'années. La structure détaillée des couches affleurantes est décrite dans les feuilles « n°1075 - Foix » et « n°1076 - Lavelanet » de la carte géologique harmonisée au 1/50 000ème du département de l'Ariège, et leurs notices associées,.
La superficie cadastrale de la commune publiée par l’Insee, qui sert de références dans toutes les statistiques, est de 5,36 km2,. La superficie géographique, issue de la BD Topo, composante du Référentiel à grande échelle produit par l'IGN, est quant à elle de 5,48 km2. Son relief est relativement accidenté puisque la dénivelée maximale atteint 356 mètres. L'altitude du territoire varie entre 485 m et 841 m.

### Hydrographie

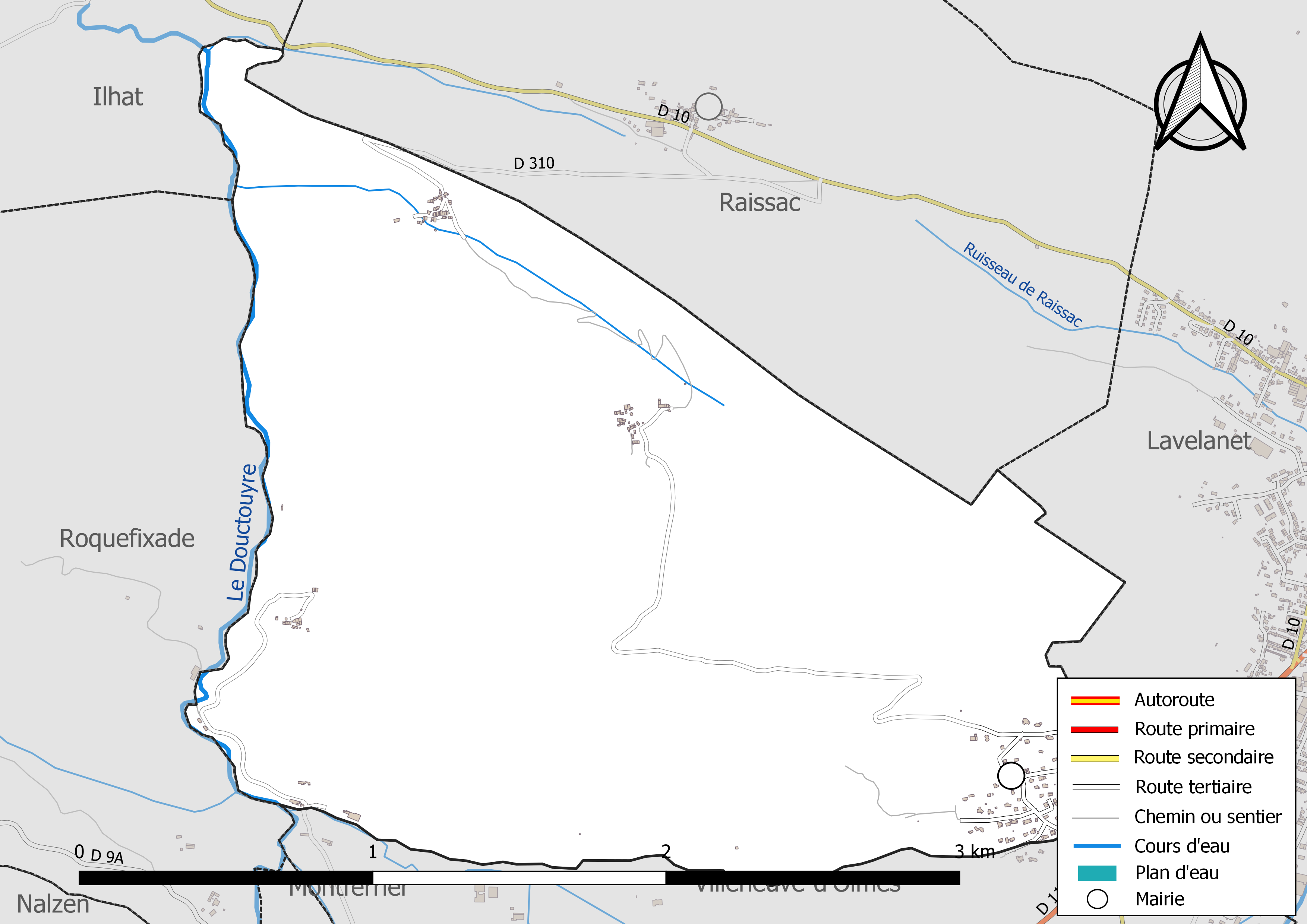
Réseaux hydrographique et routier de Péreille.

La commune est dans le bassin versant de la Garonne, au sein du bassin hydrographique Adour-Garonne. Elle est drainée par le Douctouyre et par divers petits cours d'eau, constituant un réseau hydrographique de 2 km de longueur totale,.
Le Douctouyre, d'une longueur totale de 42,08 km, prend sa source dans la commune de Freychenet et s'écoule du sud vers le nord. Il traverse la commune et se jette dans l'Hers-Vif à Vals, après avoir traversé 16 communes.

### Climat
Pour des articles plus généraux, voir Climat de l'Occitanie et Climat de l'Ariège.
En 2010, le climat de la commune est de type climat océanique dégradé des plaines du Centre et du Nord, selon une étude s'appuyant sur une série de données couvrant la période 1971-2000. En 2020, Météo-France publie une typologie des climats de la France métropolitaine dans laquelle la commune est exposée à un climat de montagne et est dans la région climatique Pyrénées centrales, caractérisée par une pluviométrie annuelle de 1 000 à 1 200 mm.
Pour la période 1971-2000, la température annuelle moyenne est de 11,2 °C, avec une amplitude thermique annuelle de 15 °C. Le cumul annuel moyen de précipitations est de 819 mm, avec 10,2 jours de précipitations en janvier et 5 jours en juillet. Pour la période 1991-2020, la température moyenne annuelle observée sur la station météorologique la plus proche, située sur la commune de Roquefort-les-Cascades à 4 km à vol d'oiseau, est de 12,7 °C et le cumul annuel moyen de précipitations est de 1 101,5 mm,. Pour l'avenir, les paramètres climatiques de la commune estimés pour 2050 selon différents scénarios d'émission de gaz à effet de serre sont consultables sur un site dédié publié par Météo-France en novembre 2022.

### Milieux naturels et biodiversité

#### Espaces protégés
La protection réglementaire est le mode d’intervention le plus fort pour préserver des espaces naturels remarquables et leur biodiversité associée,.
Un  espace protégé est présent sur la commune : 
les « gorges de Péreille », objet d'un arrêté de protection de biotope, d'une superficie de 39,6 ha.

#### Zones naturelles d'intérêt écologique, faunistique et floristique
L’inventaire des zones naturelles d'intérêt écologique, faunistique et floristique (ZNIEFF) a pour objectif de réaliser une couverture des zones les plus intéressantes sur le plan écologique, essentiellement dans la perspective d’améliorer la connaissance du patrimoine naturel national et de fournir aux différents décideurs un outil d’aide à la prise en compte de l’environnement dans l’aménagement du territoire.
Une ZNIEFF de type 1 est recensée sur la commune :
« le Plantaurel entre Foix et Lavelanet » (11 312 ha), couvrant 26 communes du département et une ZNIEFF de type 2, : 
« le Plantaurel » (42 116 ha), couvrant 72 communes dont 68 dans l'Ariège, 2 dans l'Aude et 2 dans la Haute-Garonne.

Carte des ZNIEFF de type 1 et 2 à Péreille.
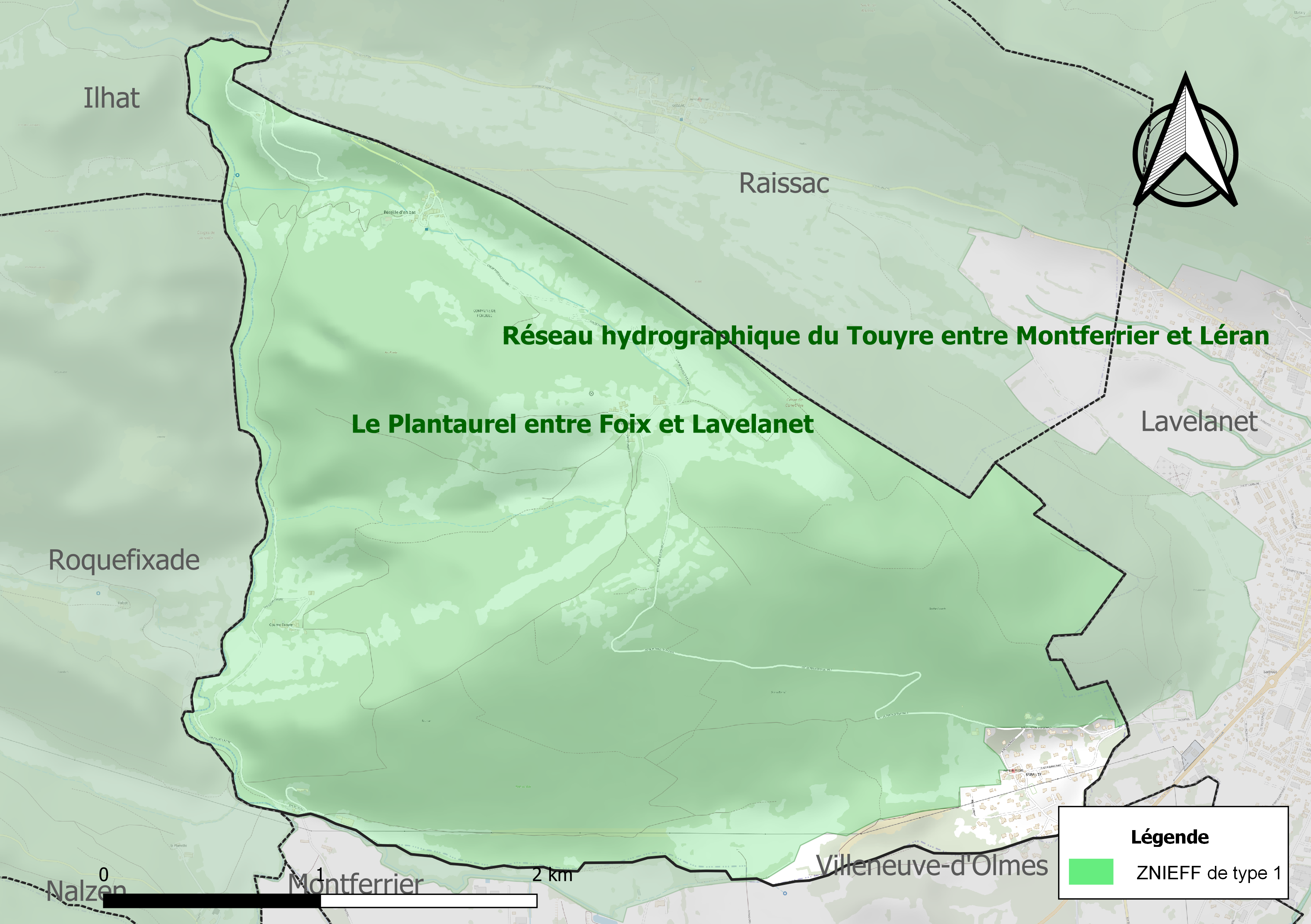
Carte de la ZNIEFF de type 1 sur la commune.
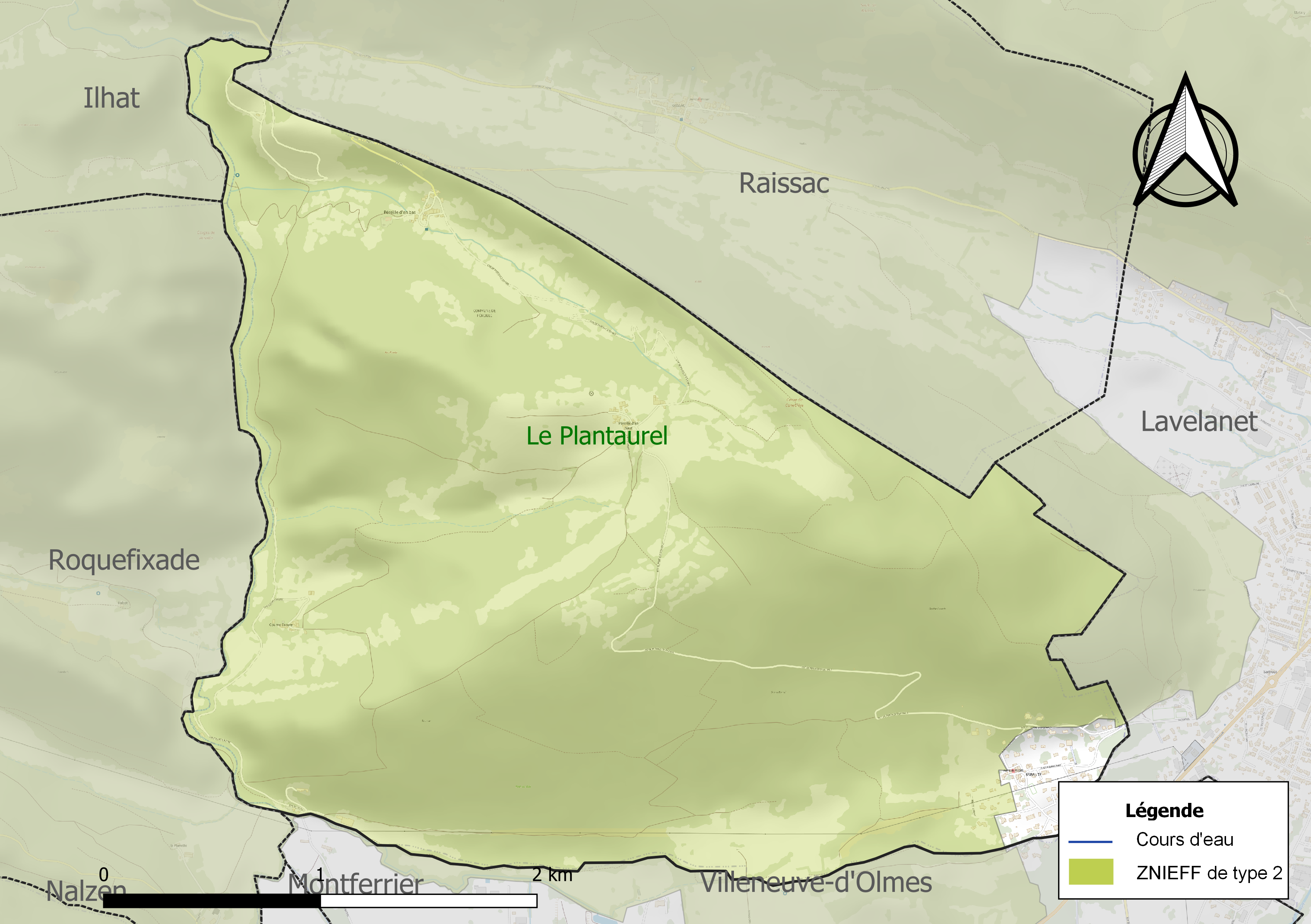
Carte de la ZNIEFF de type 2 sur la commune.

## Urbanisme

### Typologie
Au 1er janvier 2024, Péreille est catégorisée petite ville, selon la nouvelle grille communale de densité à 7 niveaux définie par l'Insee en 2022.
Elle appartient à l'unité urbaine de Lavelanet, une agglomération intra-départementale dont elle est une commune de la banlieue,. Par ailleurs la commune fait partie de l'aire d'attraction de Lavelanet, dont elle est une commune du pôle principal,. Cette aire, qui regroupe 28 communes, est catégorisée dans les aires de moins de 50 000 habitants,.

### Occupation des sols
L'occupation des sols de la commune, telle qu'elle ressort de la base de données européenne d’occupation biophysique des sols Corine Land Cover (CLC), est marquée par l'importance des forêts et milieux semi-naturels (78,3 % en 2018), une proportion identique à celle de 1990 (78,3 %). La répartition détaillée en 2018 est la suivante : 
forêts (70,7 %), prairies (17 %), milieux à végétation arbustive et/ou herbacée (7,6 %), zones urbanisées (3 %), zones agricoles hétérogènes (1,8 %). L'évolution de l’occupation des sols de la commune et de ses infrastructures peut être observée sur les différentes représentations cartographiques du territoire : la carte de Cassini (XVIIIe siècle), la carte d'état-major (1820-1866) et les cartes ou photos aériennes de l'IGN pour la période actuelle (1950 à aujourd'hui).

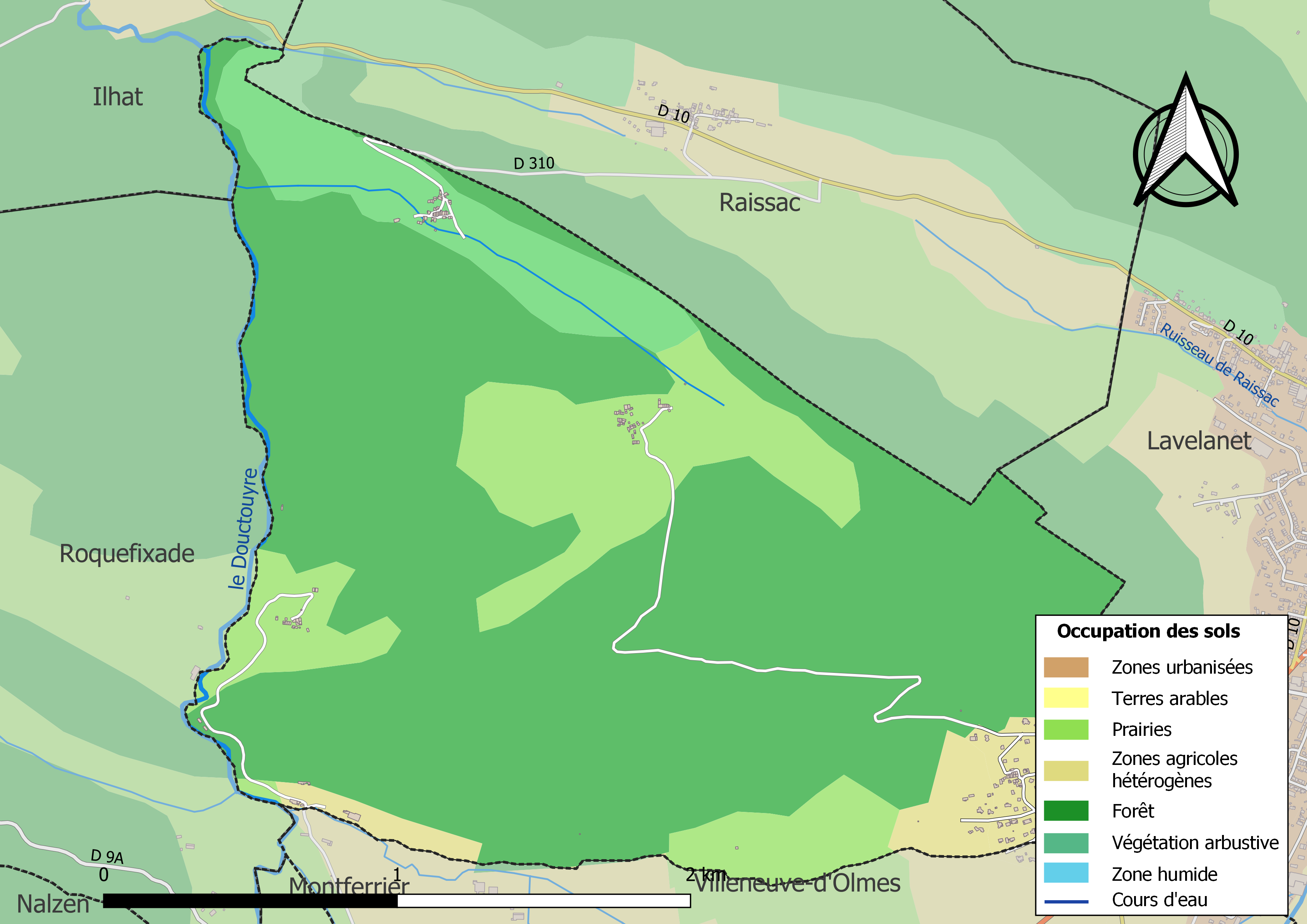
Carte des infrastructures et de l'occupation des sols de la commune en 2018 (CLC).

### Hameaux et lieux-dits
L'habitat de la commune est très dispersé ; il est principalement groupé en trois villages : Péreille d'en Bas (qui accueille l'église et le cimetière), Péreille d'en Haut et Rabaute, accolé aux Chaubets de Villeneuve-d'Olmes, où se trouve la mairie.

### Habitat et logement
En 2018, le nombre total de logements dans la commune était de 113, alors qu'il était de 106 en 2013 et de 99 en 2008.
Parmi ces logements, 89,1 % étaient des résidences principales, 10,9 % des résidences secondaires et 0 % des logements vacants. Ces logements étaient pour 93,4 % d'entre eux des maisons individuelles et pour 6,6 % des appartements.
Le tableau ci-dessous présente la typologie des logements à Péreille en 2018 en comparaison avec celle de l'Ariège et de la France entière. Une caractéristique marquante du parc de logements est ainsi une proportion de résidences secondaires et logements occasionnels (10,9 %) inférieure à celle du département (24,6 %) mais supérieure à celle de la France entière (9,7 %). Concernant le statut d'occupation de ces logements, 89,5 % des habitants de la commune sont propriétaires de leur logement (92,5 % en 2013), contre 66,3 % pour l'Ariège et 57,5 % pour la France entière.
| Typologie                                               | Péreille | Ariège | France entière |
| ------------------------------------------------------- | -------- | ------ | -------------- |
| Résidences principales (en %)                           | 89,1     | 65,7   | 82,1           |
| Résidences secondaires et logements occasionnels (en %) | 10,9     | 24,6   | 9,7            |
| Logements vacants (en %)                                | 0        | 9,7    | 8,2            |

### Risques majeurs

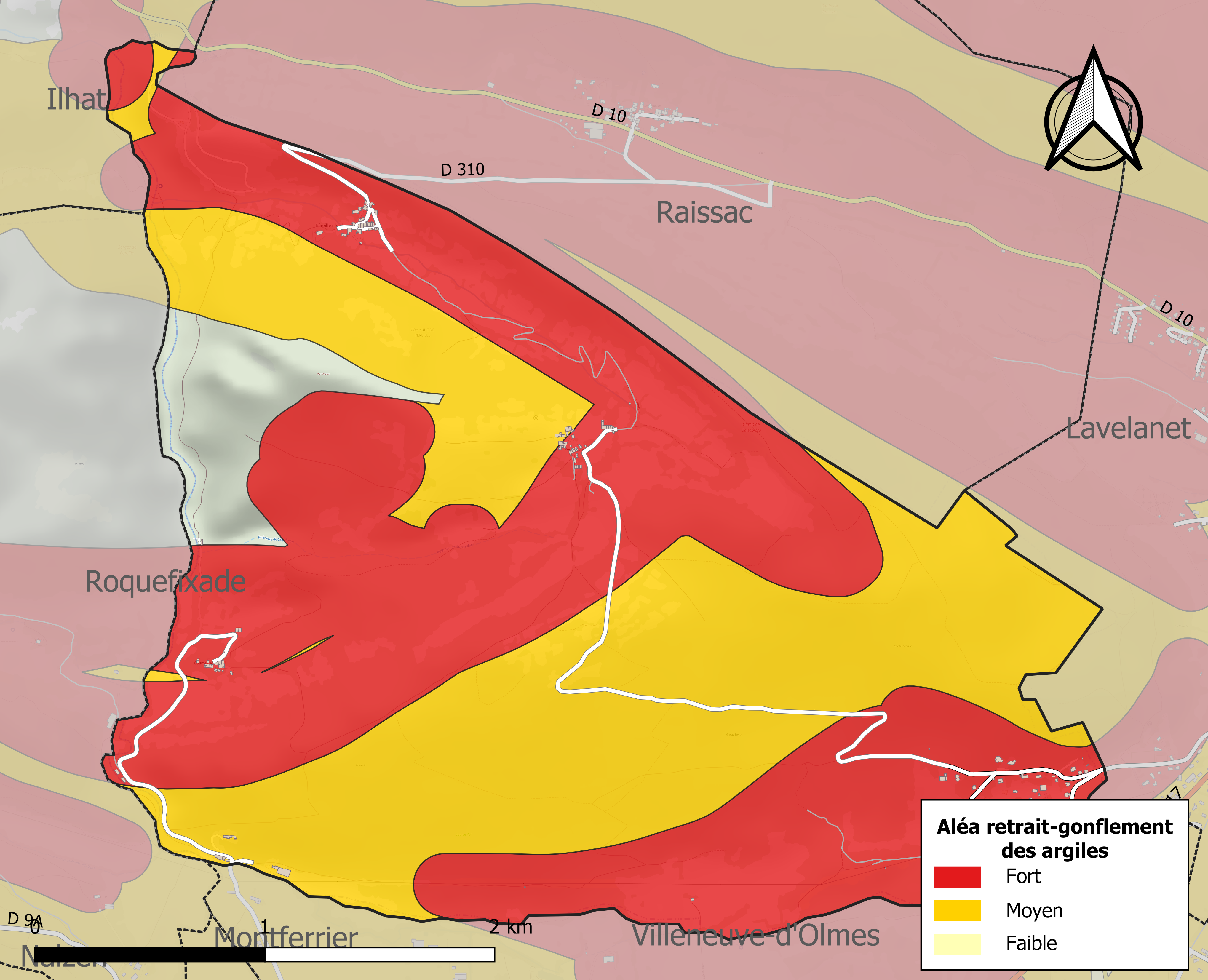
Zonage de l'aléa retrait-gonflement des argiles sur la commune de Péreille.

Le territoire de la commune de Péreille est vulnérable à différents aléas naturels : inondations, climatiques (grand froid ou canicule), feux de forêts, mouvements de terrains et séisme (sismicité modérée),.
Certaines parties du territoire communal sont susceptibles d’être affectées par le risque d’inondation par crue torrentielle d'un cours d'eau, ou ruissellement d'un versant.
Les mouvements de terrains susceptibles de se produire sur la commune sont soit des chutes de blocs, soit des glissements de terrains, soit des effondrements liés à des cavités souterraines, soit des mouvements liés au retrait-gonflement des argiles. Près de 50 % de la superficie du département est concernée par l'aléa retrait-gonflement des argiles, dont la commune de Péreille. L'inventaire national des cavités souterraines permet par ailleurs de localiser celles situées sur la commune.

## Histoire
En 1280, Péreille, paroisse cathare, est un écart de Roquefixade.
Le 18 septembre 1943, un accrochage a lieu près de Péreille entre une patrouille allemande et le maquis d'Ilhat. L'occupant a trois blessés légers alors que les FTP perdent deux hommes. C'est le premier affrontement, dans la région, entre maquisards français et les troupes allemandes.
La mine de bauxite de Coume-Escure fournissait 1000 tonnes par an de minerai dans les années 1950-1960 pour la production d'aluminium. Exploitée par Pechiney, elle a fermé en 1969.

## Politique et administration

### Découpage territorial
La commune de Péreille est membre de la Communauté de communes du Pays d'Olmes, un établissement public de coopération intercommunale (EPCI) à fiscalité propre créé le 26 décembre 1995 dont le siège est à Lavelanet. Ce dernier est par ailleurs membre d'autres groupements intercommunaux.
Sur le plan administratif, elle est rattachée à l'arrondissement de Pamiers, au département de l'Ariège, en tant que circonscription administrative de l'État, et à la région Occitanie.
Sur le plan électoral, elle dépend du canton du Pays d'Olmes pour l'élection des conseillers départementaux, depuis le redécoupage cantonal de 2014 entré en vigueur en 2015, et de la première circonscription de l'Ariège  pour les élections législatives, depuis le redécoupage électoral de 1986.

### Liste des maires
| Période                                  | Période  | Identité        | Étiquette | Qualité                                                                              |
| ---------------------------------------- | -------- | --------------- | --------- | ------------------------------------------------------------------------------------ |
| 1977                                     | 1995     | Bernard Marty   | RPR       | Conseiller général du canton de Lavelanet (1992-1998) Élu maire de Lavelanet en 1995 |
| mars 2001                                | 2008     | Jean-Paul Sibra |           |                                                                                      |
| mars 2008                                | mai 2020 | Georges Sanchez |           | Retraité de la fonction publique                                                     |
| mai 2020                                 | en cours | Marc Gallois    |           | Ancienne Profession intermédiaire                                                    |
| Les données manquantes sont à compléter. |          |                 |           |                                                                                      |

## Démographie
| 1793 | 1800 | 1806 | 1821 | 1831 | 1836 | 1841 | 1846 | 1851 |
| ---- | ---- | ---- | ---- | ---- | ---- | ---- | ---- | ---- |
| 278  | 256  | 274  | 257  | 245  | 266  | 265  | 218  | 236  |

| 1856 | 1861 | 1866 | 1872 | 1876 | 1881 | 1886 | 1891 | 1896 |
| ---- | ---- | ---- | ---- | ---- | ---- | ---- | ---- | ---- |
| 210  | 204  | 195  | 207  | 210  | 186  | 188  | 171  | 174  |

| 1901 | 1906 | 1911 | 1921 | 1926 | 1931 | 1936 | 1946 | 1954 |
| ---- | ---- | ---- | ---- | ---- | ---- | ---- | ---- | ---- |
| 165  | 162  | 140  | 131  | 135  | 129  | 125  | 123  | 137  |

| 1962 | 1968 | 1975 | 1982 | 1990 | 1999 | 2005 | 2006 | 2010 |
| ---- | ---- | ---- | ---- | ---- | ---- | ---- | ---- | ---- |
| 130  | 109  | 138  | 138  | 199  | 177  | 175  | 175  | 193  |

| 2015 | 2020 | 2022 | - | - | - | - | - | - |
| ---- | ---- | ---- | - | - | - | - | - | - |
| 212  | 194  | 186  | - | - | - | - | - | - |

## Économie

### Revenus
En 2018, la commune compte 87 ménages fiscaux, regroupant 180 personnes. La médiane du revenu disponible par unité de consommation est de 22 630 € (19 820 € dans le département).

### Emploi
| Division       | 2008  | 2013   | 2018   |
| -------------- | ----- | ------ | ------ |
| Commune        | 4,1 % | 17,4 % | 12,5 % |
| Département    | 8,9 % | 11,1 % | 11,2 % |
| France entière | 8,3 % | 10 %   | 10 %   |

En 2018, la population âgée de 15 à 64 ans s'élève à 101 personnes, parmi lesquelles on compte 68,7 % d'actifs (56,3 % ayant un emploi et 12,5 % de chômeurs) et 31,2 % d'inactifs,. En  2018, le taux de chômage communal (au sens du recensement) des 15-64 ans est supérieur à celui du département et de la France, alors qu'en 2008 la situation était inverse.
La commune fait partie du pôle principal de l'aire d'attraction de Lavelanet,. Elle compte 5 emplois en 2018, contre 12 en 2013 et 6 en 2008. Le nombre d'actifs ayant un emploi résidant dans la commune est de 59, soit un indicateur de concentration d'emploi de 8,9 % et un taux d'activité parmi les 15 ans ou plus de 39,8 %.
Sur ces 59 actifs de 15 ans ou plus ayant un emploi, 5 travaillent dans la commune, soit 9 % des habitants. Pour se rendre au travail, 96,4 % des habitants utilisent un véhicule personnel ou de fonction à quatre roues et 3,6 % n'ont pas besoin de transport (travail au domicile).

### Activités hors agriculture
11 établissements sont implantés  à Péreille au 31 décembre 2019.
Le secteur du commerce de gros et de détail, des transports, de l'hébergement et de la restauration est prépondérant sur la commune puisqu'il représente 27,3 % du nombre total d'établissements de la commune (3 sur les 11 entreprises implantées  à Péreille), contre 27,5 % au niveau départemental.

### Agriculture
|                                   | 1988 | 2000 | 2010 |
| --------------------------------- | ---- | ---- | ---- |
| Exploitations                     | 5    | 2    | 1    |
| Superficie agricole utilisée (ha) | 78   | 71   | 19   |

La commune fait partie de la petite région agricole dénommée « Région sous-pyrénéenne ». En 2010, l'orientation technico-économique de l'agriculture  sur la commune est l'élevage d'herbivores hors bovins, caprins et porcins. Une seule  exploitation agricole ayant son siège dans la commune est recensée lors du recensement agricole de 2010 (cinq en 1988). La superficie agricole utilisée est de 19 ha.

## Culture locale et patrimoine

### Lieux et bâtiments
- Église Saint-Vincent, inscrite à l'inventaire des monuments historiques depuis 1995[53].
- Grotte de la sorcière Izarna[41].
- Rocher d'escalade.
- Hameau de Péreille d'en Bas, qui accueille l'église et le cimetière.
- Hameau de Péreille d'en Haut.
- Hameau de Rabaute.

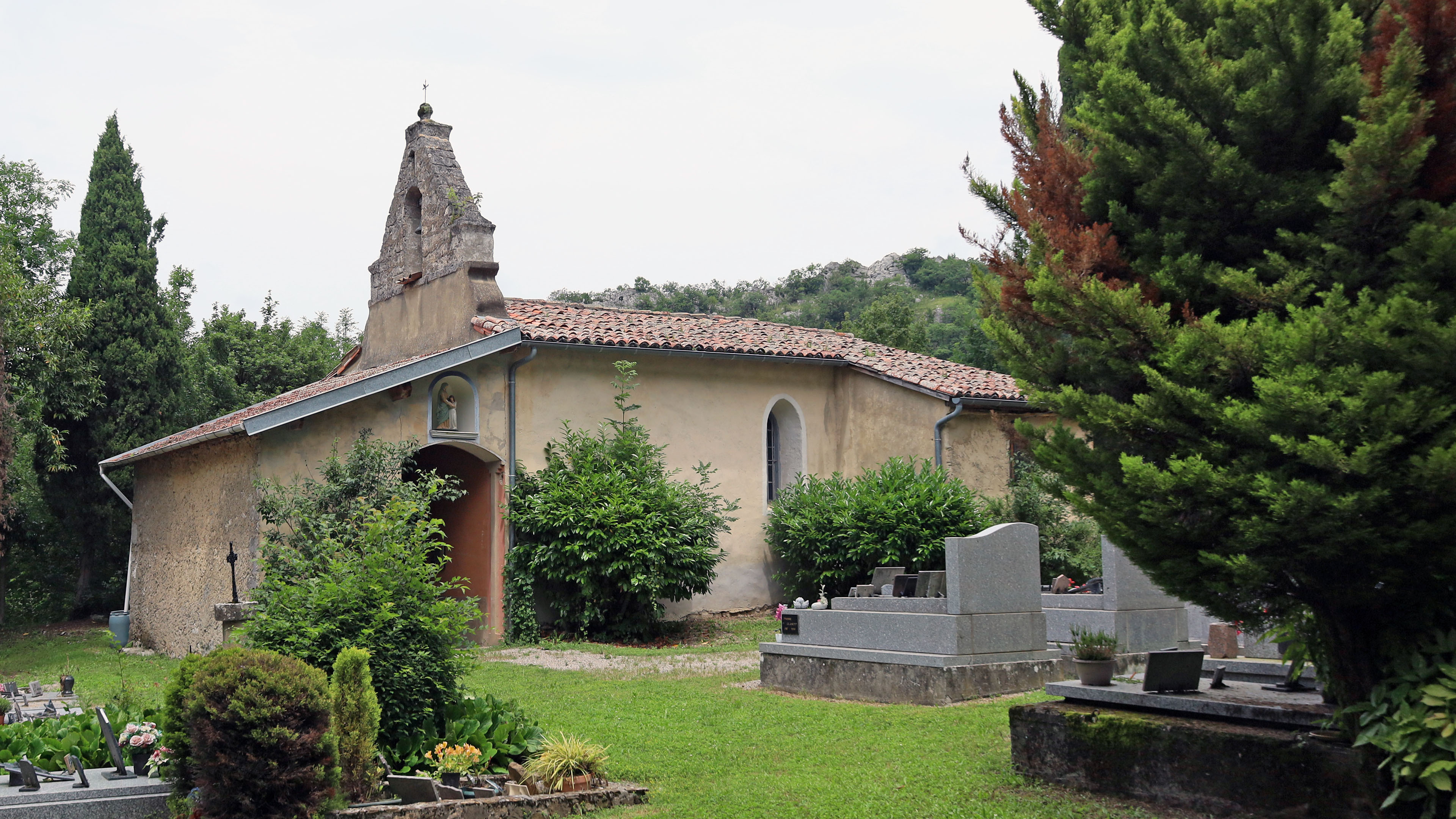
L'église Saint-Vincent.
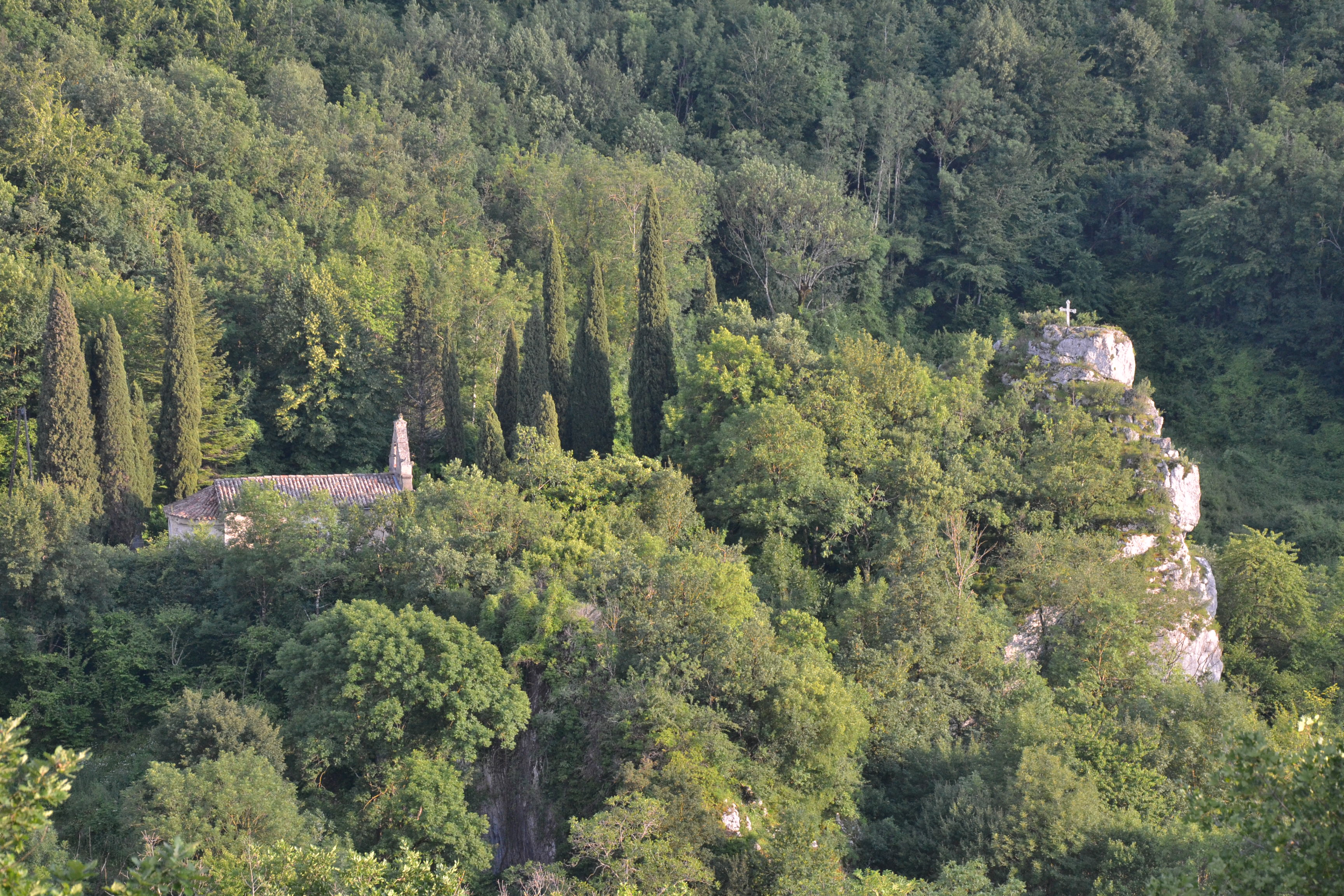
Péreille-d'en-Bas avec vue sur l'église.
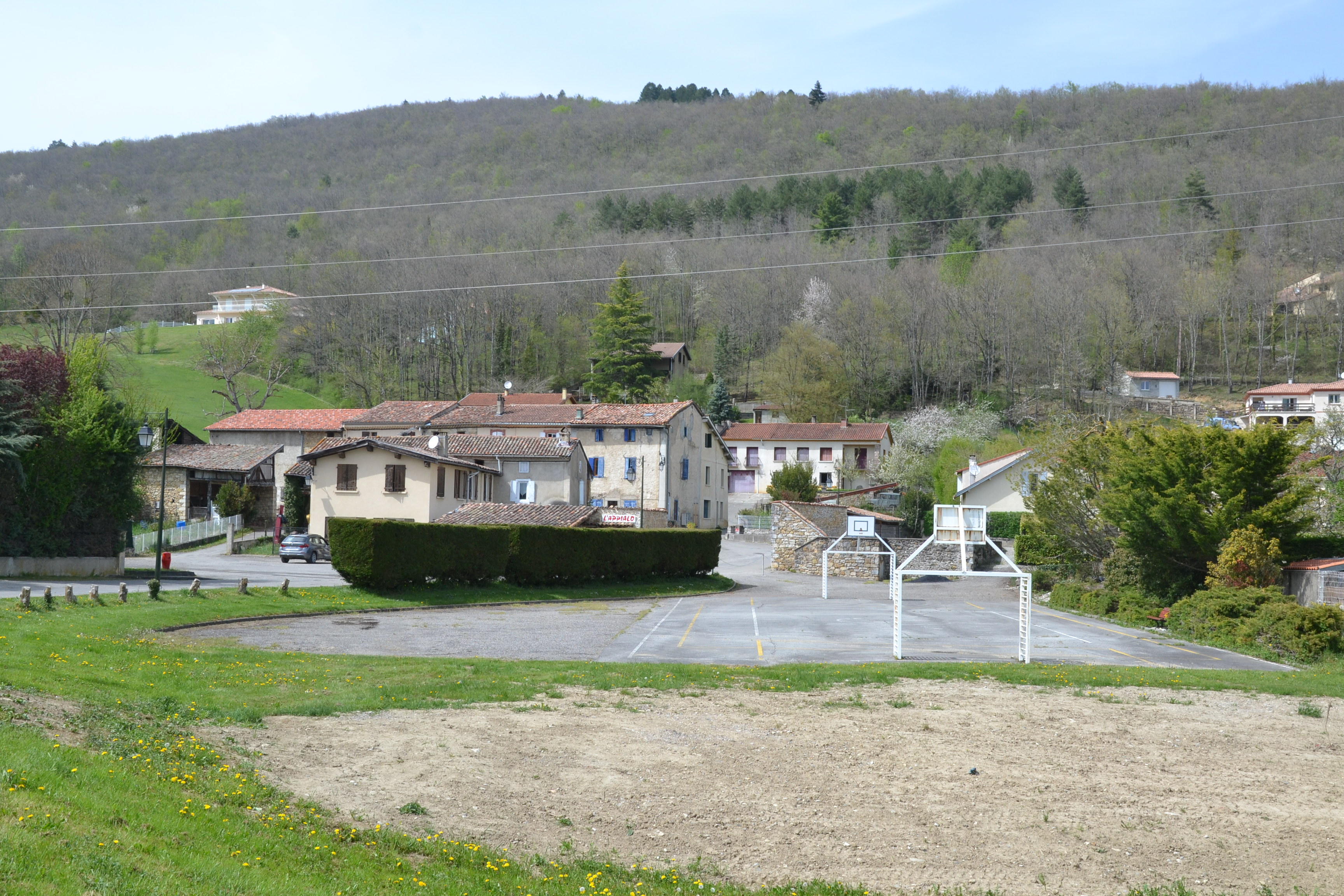
Le village de Rabaute, commune de Péreille.

### Personnalités liées à la commune
- Raimond de Péreille, né vers 1186, seigneur cathare de Montségur, survécut au Siège de 1244.
- Esclarmonde de Péreille.
- Jean-Jacques Charbonier, médecin et auteur[54].

### Héraldique
| Blason de Péreille | Blason  | Tranché : au 1er d'azur à un vautour percnoptère en vol et contourné d'argent, au 2e de gueules à une croix cathare d'or. |
| Blason de Péreille | Détails | Le vautour percnoptère est symbolique de la commune, celui-ci revenant chaque année nicher sur les falaises de Péreille. La croix dite cathare est celle de Raymond de Péreille, également reprise par la commune de Montségur. Création d'Aimé Monge adoptée en octobre 2020. |